# Keith Cardona
Keith Francis Cardona (Ridgewood, New Jersey, 1992. november 7. –) amerikai labdarúgó, jelenleg az osztrák FC Liefering kapusa.

## Pályafutása
A New York Red Bulls akadémiáján nevelkedett, majd 2011-ben került a U23-as csapatba. Az első csapatban nem lépett pályára. 2014 nyarán kétéves szerződést kötött az osztrák testvér csapat FC Lieferinggel. A klubban a szintén ekkor érkezett Fabian Bredlow lett az első számú hálóőr. A Floridsdorfer AC ellen ülhetett első alkalommal le a kispadra a 11. fordulóban.
2009-ben részt vett a amerikai U17-es labdarúgó-válogatottal a 2009-es U17-es labdarúgó-világbajnokságon, mint másodszámú hálóőr Earl Edwards mögött.

## További információ
- Ussocer Profil
- Transfermarkt profil